# トーマス・ハードウィック (博物学者)

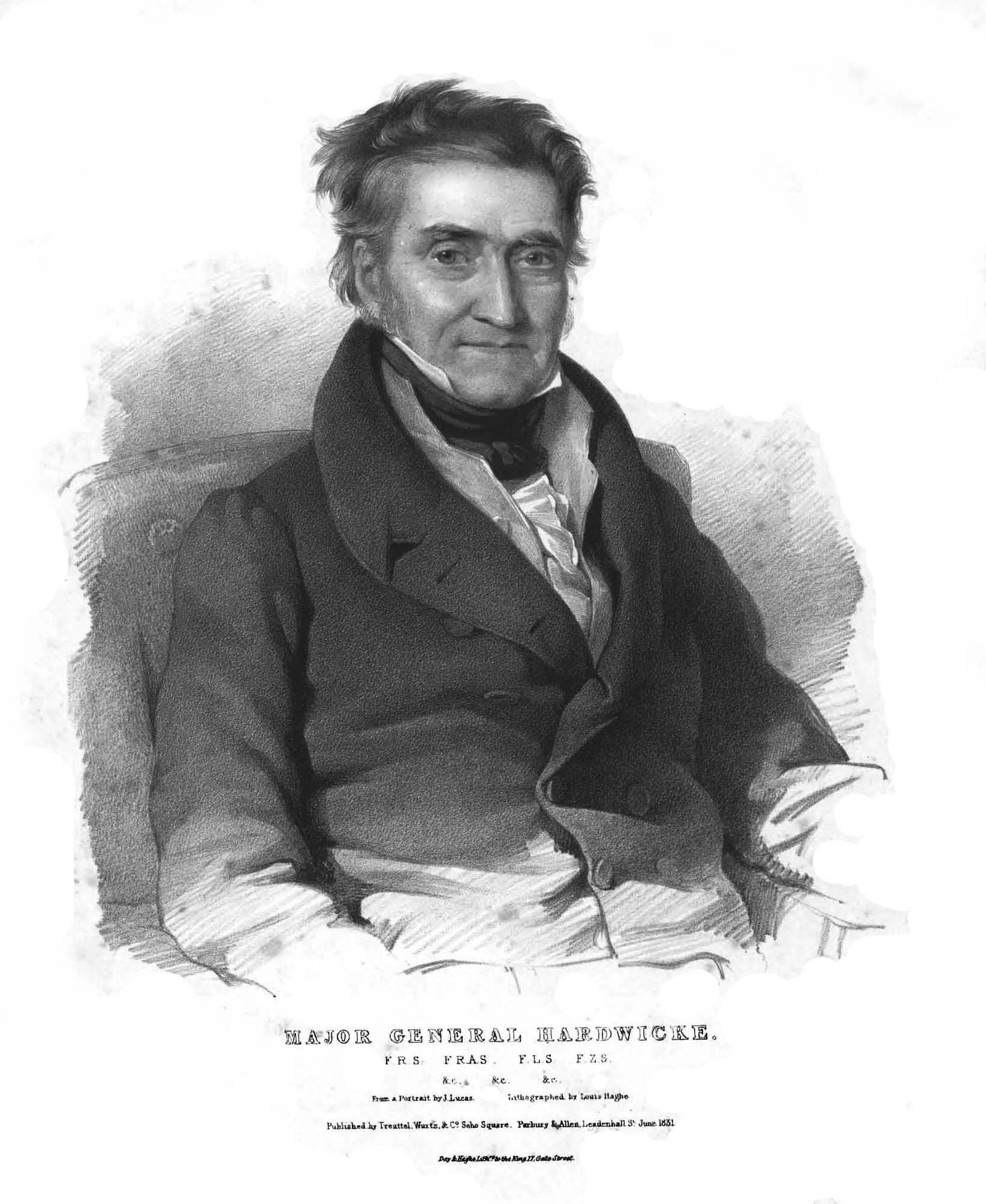

トーマス・ハードウィック（Thomas Hardwicke 1756年 – 1835年3月3日）はイギリス軍人、博物学者である。1777年から1823年の間、インドに滞在し、多くの博物学的標本を集めた。ヨーロッパでは知られていなかった、多くの新種動物の博物画を現地の画家に、描かせた。イギリスに帰国後、動物学者のジョン・エドワード・グレイと『インド動物図鑑』（"Illustrations of Indian Zoology" :1830–35)を出版した。

## 略歴
1778年11月にイギリス東インド会社のベンガル連隊に砲兵将校として加わり、1781年から1785年の間、アイル・クート司令官のもとで南インドでのいろいろな戦闘に参加した。1789年に負傷し、バンガロールの職員として働いた後、1793年にベンガルの砲兵隊の副官、補給係将校を務めた。1823年に退役しイギリスに帰国した。
インドでの軍務の間にインド亜大陸各地を旅し、動物学の標本を集めた。現地の画家に描かせた膨大な数の博物画のコレクションを作り上げた。これらの絵は死んだ標本を描かせたものが大半であったが、生きている動物を描いたものも多かった。インドを去る時、個人としてはもっとも多い動物画のコレクション所有していた。
ハードウィックが雇ったインド人の画家たちについては知られていないが、技術・技法の訓練が行われ、水彩の博物学的な図版となっている。この4500点からなる博物画のコレクションは1835年に大英博物館に寄贈され、後に一部がロンドン自然史博物館に移された。
インドの自然史に関する熱心な活動は王立協会会長のジョセフ・バンクスらの同時代の博物学者らに知られるところとなり、1813年に王立協会のフェローに選ばれた。動物学者、ジョン・エドワード・グレイの『インド動物図鑑』はハードウィックの資金で出版され、202点の手彩色の図版が使われたが、解説文の完成の前にハードウィックは没した。
1804年にロンドン・リンネ協会のフェロー、1813年に王立協会のフェローに選ばれた他、ベンガル・アジア協会の副会長、ダブリン王立協会の名誉会員に選ばれた。
オオジシギ（Gallinago hardwickii）、アカハラコノハドリ (Chloropsis hardwickii)などの鳥類や、インドトゲオアガマ（Uromastyx hardwickii）などの学名にハードウィックの名前が命名されている。

## 『インド動物図鑑』の図版

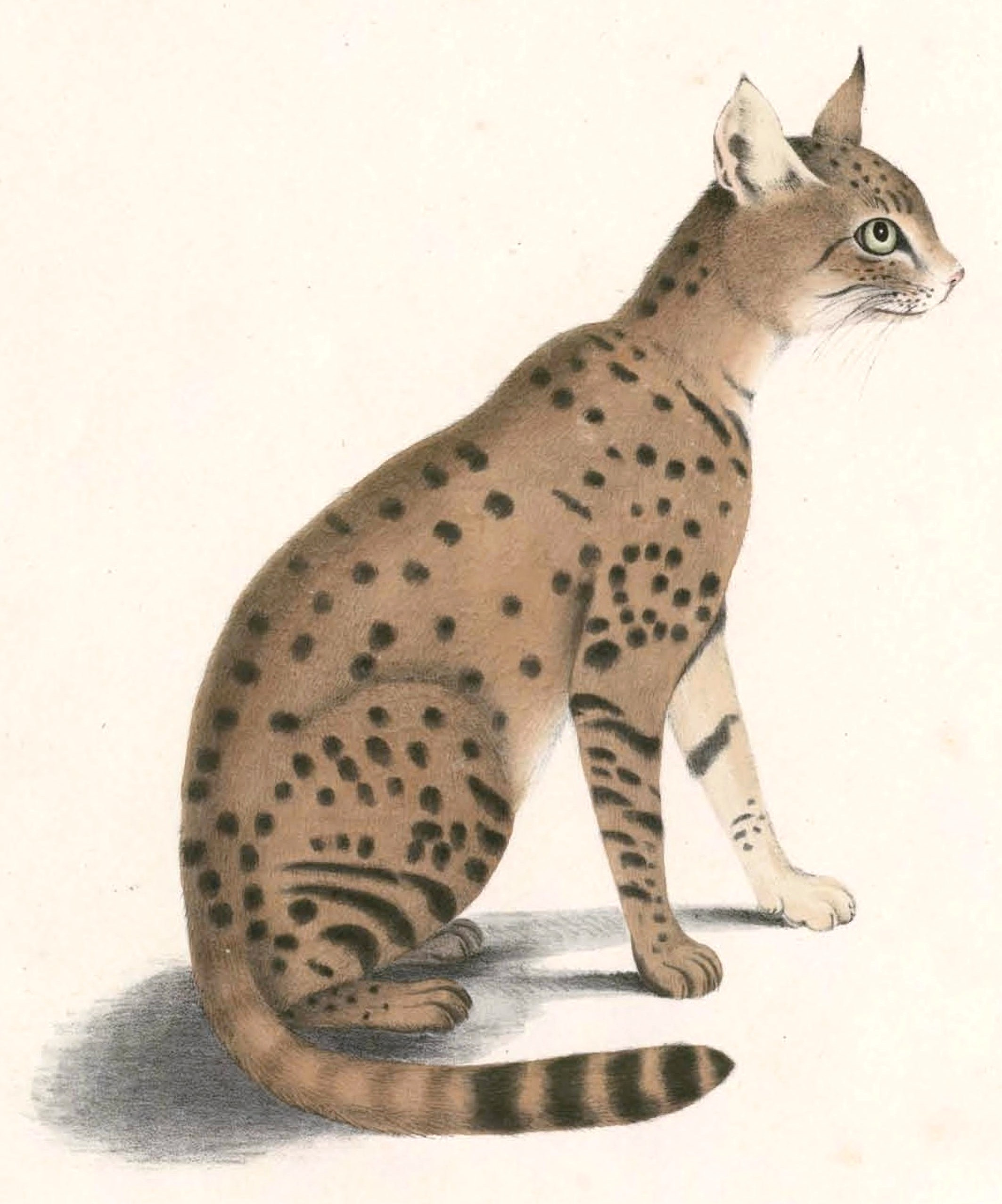
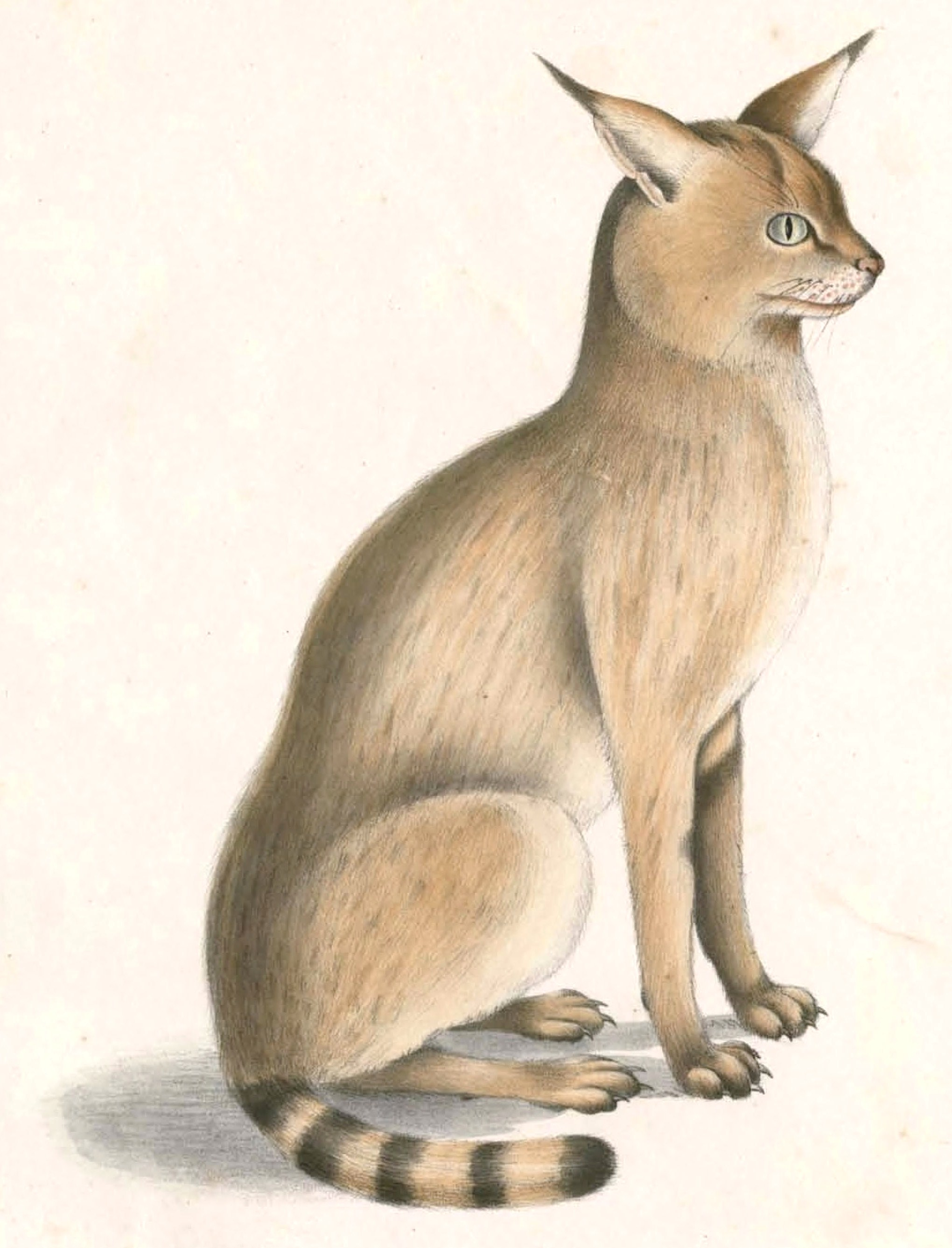
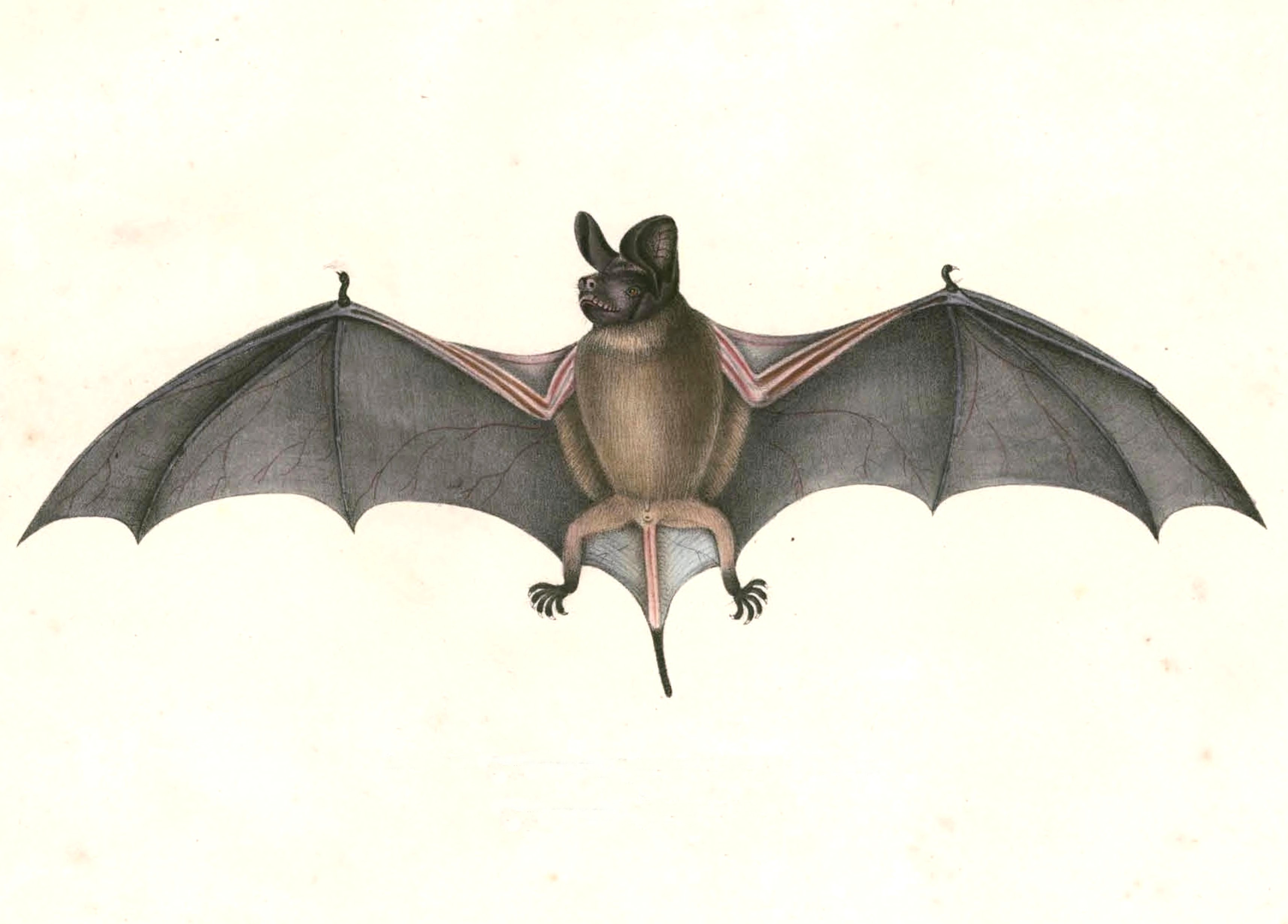
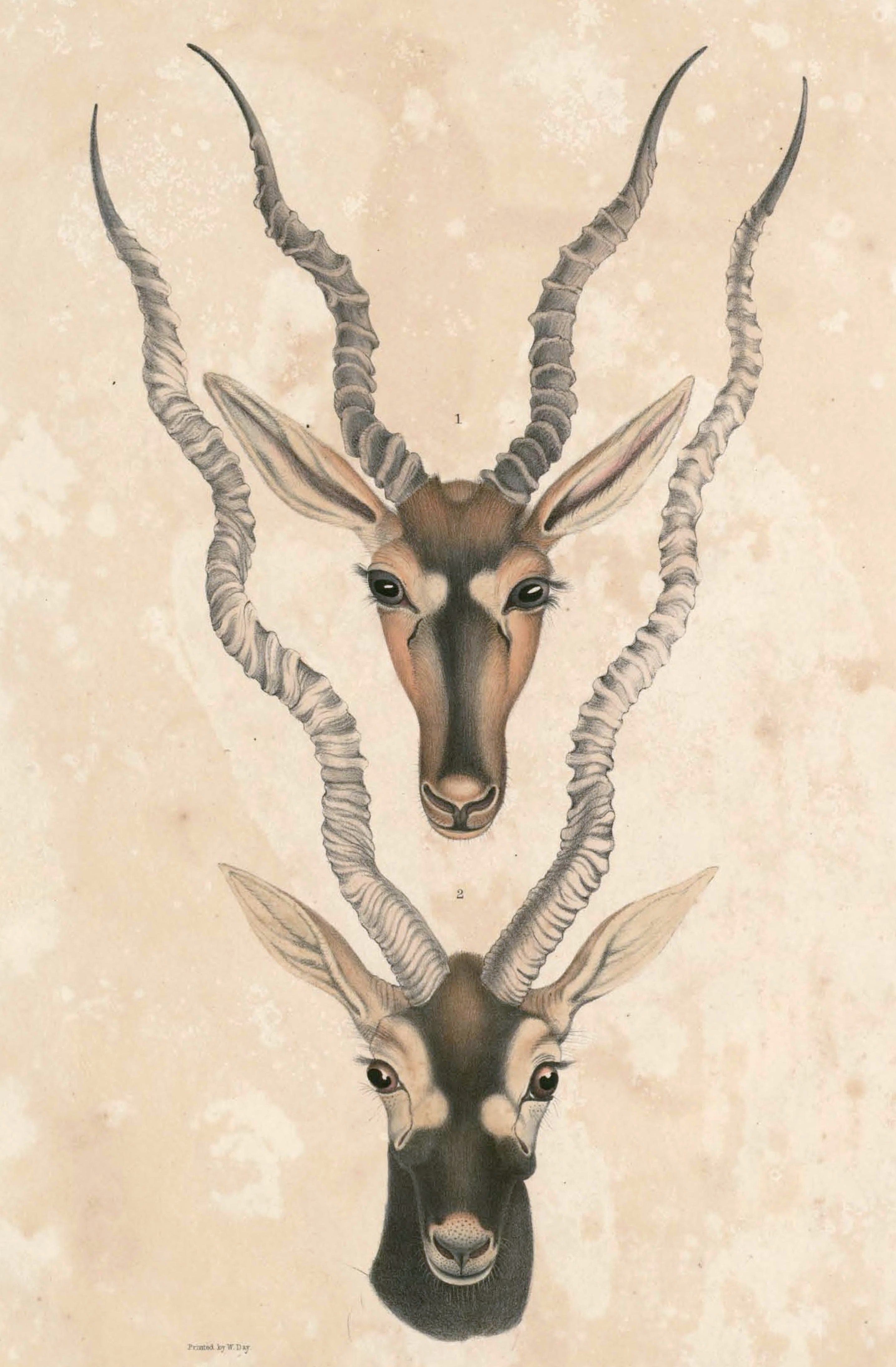
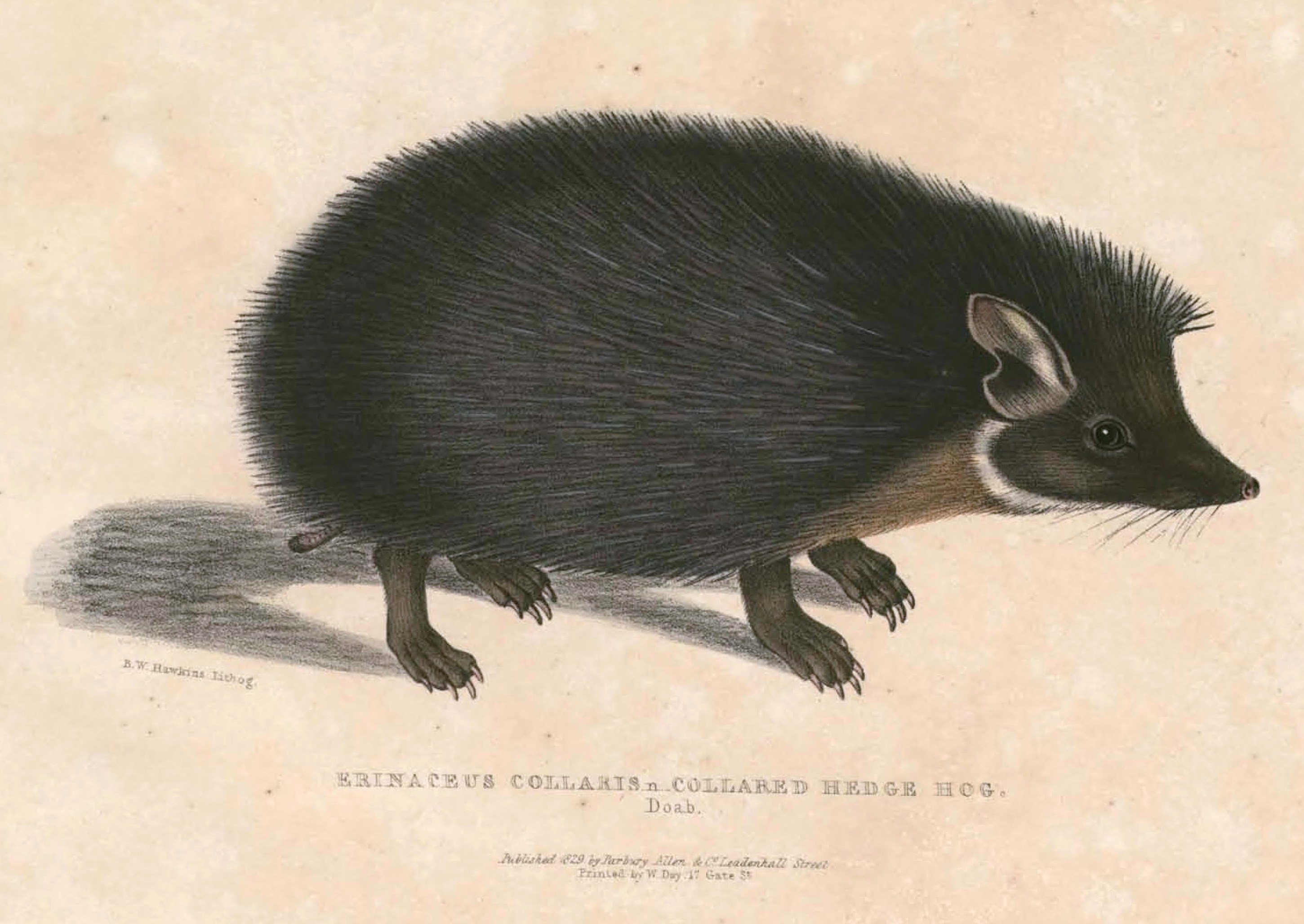